# Héraclius (frère de Tibère III)
Pour les articles homonymes, voir Héraclius (homonymie).
Héraclius (en grec : Ἡράκλειος, Herakleios) est le frère de l'empereur byzantin Tibère III (r. 698–705) et le principal général de l'Empire byzantin pendant son règne. Il remporte un certain nombre de victoires contre les Omeyyades, mais est incapable d'arrêter la conquête musulmane de l'Arménie, ni d'empêcher la déposition de son frère par Justinien II (r. 685–695 et 705–711), qui plus tard capture et exécute Tibère et Héraclius.

## Biographie
On ne sait rien de sa jeunesse. Le nom de son frère, Apsimar, indique probablement une origine germanique. En 698, Apsimar est proclamé empereur par la flotte byzantine après une expédition ratée pour récupérer Carthage. Apsimar assiége Constantinople et réussit à entrer dans la ville lorsque des officiers ouvrent une porte. Déposant l'empereur Léonce (r. 695-698 ), lui-même usurpateur, Apsimar monte sur le trône sous l'ancien nom romain de Tibère et entreprend de gagner la légitimité de son régime en obtenant une victoire militaire contre le principal ennemi de l'Empire, le califat omeyyade.
Héraclius est nommé par son frère patrice et commandant en chef (monostratège) des thèmes anatoliens. À la fin de l'automne, il traverse avec son armée les passages de montagne des Monts Taurus en Cilicie et se dirige de là vers la Syrie du nord. Après avoir vaincu une armée arabe venue d'Antioche, il fait des raids jusqu'à Samosate avant de retourner sain et sauf dans l'Empire au printemps 699. Ce succès ne sert qu'à provoquer une réponse arabe massive : au cours des années suivantes, les généraux du califat Muhammad ibn Marwan et Abdallah ibn Abd al-Malik lancent une série de campagnes qui conquièrent ce qui reste de l'Arménie byzantine, sans qu'Héraclius ne puisse répondre efficacement. En 702, cependant, les Arméniens se soulèvent dans une révolte à grande échelle et demandent l'aide byzantine. En 704, alors qu'Abdallah, après avoir sécurisé ses arrières, lance une autre campagne pour récupérer l'Arménie, Héraclius attaque les Arabes en Cilicie. Il vainc une armée de 10 000 à 12 000 hommes sous Yazid ibn Hunain à Sisium, tuant la plupart et entraînant le reste enchaîné à Constantinople, mais n'est pas en mesure de détourner Abdallah de terminer sa reconquête de l'Arménie.
A cette époque, l'empereur déchu Justinien II ( r. 685-695 ) s'échappe de son exil à Cherson et obtient l'aide des khans des Khazars et des Bulgares. L'Empire fait maintenant face à une autre menace, alors que Justinien rejoint le Khan Bulgare Tervel à l'automne 704 et se prépare à marcher en Thrace. Héraclius est rappelé d'Orient et envoyé pour affronter Justinien II et Tervel, mais la force alliée contourne l'armée d'Héraclius et s'empare de Constantinople à la fin de l'été 705. Tibère III réussit à s'échapper de la capitale vers Sozopolis, où il rejoint l'armée de son frère. Leurs soldats, cependant, commencent à les abandonner, et Tibère et Héraclius sont capturés par les troupes de Justinien II. Après avoir défilé à travers Constantinople enchaîné, Héraclius et plusieurs de ses officiers supérieurs sont ensuite pendus aux murs de la ville, tandis que Léonce et Tibère sont exécutés à un moment donné entre août 705 et février 706.

## Sources
- (en) Alexander Kazhdan (dir.), Oxford Dictionary of Byzantium, New York et Oxford, Oxford University Press, 1991, 1re éd., 3 tom. (ISBN 978-0-19-504652-6 et 0-19-504652-8, LCCN 90023208)
- (en) Warren Treadgold, A History of Byzantine State and Society, Stanford University Press, 1997, 1050 p. (ISBN 978-0-8047-2630-6, lire en ligne)